# Anton Doboș
Anton Doboș (* 30. Oktober 1965 in Sărmașu) ist ein ehemaliger rumänischer Fußballspieler und -funktionär. Er bestritt insgesamt 268 Spiele in der rumänischen Divizia A und der griechischen Alpha Ethniki. Als Nationalspieler nahm er an der Fußball-Europameisterschaft 1996 und der Fußball-Weltmeisterschaft 1998 teil.

## Karriere

### Verein
Die Karriere von Doboș begann im Jahr 1985 bei Progresul Brăila in der Divizia B. Nach einem Jahr wechselte er zum Ligakonkurrenten Sticla Arieșul Turda, ehe er sich im Jahr 1987 dem Erstligisten Universitatea Cluj anschloss. Dort entwickelte er sich zum Stammspieler. In der Saison 1988/89 gelang ihm mit seiner Mannschaft am letzten Spieltag der Klassenerhalt, ehe ihn der Spitzenklub Dinamo Bukarest unter Vertrag nahm. Dort gewann er im Jahr 1990 mit dem Double aus Meisterschaft und Pokalsieg seine ersten Titel. In der Winterpause 1991/92 wechselte er zum Lokalrivalen Steaua Bukarest. Dort gewann er in den Jahren 1993, 1994, 1995 und 1996 viermal die rumänische Meisterschaft sowie zweimal den rumänischen Pokal.
Im Sommer 1996 verließ Doboș Rumänien, als er in Griechenland bei AEK Athen anheuerte. Dort gewann er im Jahr 1997 den griechischen Pokal, der Gewinn der Meisterschaft blieb ihm jedoch verwehrt. Nach zwei Jahren beendete er im Sommer 1998 seine Karriere. In der Saison 1999/2000 kehrte er kurzzeitig mit Zweitligist Ethnikos Piräus zurück.

### Nationalmannschaft
Doboș bestritt insgesamt 22 Einsätze für die rumänische Nationalmannschaft. Er debütierte am 22. September 1993 im Freundschaftsspiel gegen Israel, wurde danach aber mehr als ein Jahr von Anghel Iordănescu nicht berücksichtigt und kehrte im Februar 1995 für zwei Freundschaftsspiele zurück. Abermals dauerte es fast ein Jahr, ehe Iordănescu ihn für das letzte EM-Qualifikationsspiel gegen die Slowakei am 15. November 1995 nominierte. Anschließend war Doboș Dauergast im Kreis der Nationalmannschaft. Für die Europameisterschaft 1996 in England stand er zwar im Kader, wurde aber nicht eingesetzt. Seinen letzten Einsatz hatte er während der Weltmeisterschaft 1998 in Frankreich, als er am 26. Juni das letzte Gruppenspiel gegen Tunesien bestritt.

### Trainer
Doboș war im Jahr 2003 und 2004 für wenige Spiele Trainer von FCU Politehnica Timișoara in der Divizia A.

### Funktionär
Von 2002 bis 2005 war Doboș Präsident des FCU Politehnica Timișoara, im Jahr 2007 wurde er Präsident von Universitatea Cluj. Nach einem schweren Autounfall am 31. August 2008, bei dem er Teile seines Gedächtnisses verlor, musste er sich zurückziehen.

## Erfolge
Dinamo Bukarest
- Rumänischer Meister: 1990
- Rumänischer Pokalsieger: 1990

Steaua Bukarest
- Rumänischer Meister: 1993, 1994, 1995, 1996
- Rumänischer Pokalsieger: 1992, 1996
- Rumänischer Supercup-Sieger: 1994, 1995

AEK Athen
- Griechischer Supercup-Sieger: 1996
- Griechischer Pokalsieger: 1997
- Griechischer Vizemeister: 1997